# Bentley (ort i Australien)
Bentley är en ort i Australien. Den ligger i kommunen Canning och delstaten Western Australia, nära delstatshuvudstaden Perth. Antalet invånare är 8 323.
Runt Bentley är det tätbefolkat, med 790 invånare per kvadratkilometer.. Närmaste större samhälle är Perth, nära Bentley.
Runt Bentley är det i huvudsak tätbebyggt. Genomsnittlig årsnederbörd är 1 018 millimeter. Den regnigaste månaden är maj, med i genomsnitt 176 mm nederbörd, och den torraste är februari, med 9 mm nederbörd.